# Slavka Kavčič
Slavka Kavčič, slovenska gospodarstvenica in univerzitetna profesorica, * 21. april  1938, Grmada pri Trebnjem. 
Je sestra nekdanjega ljubljanskega nadškofa in metropolita Alojzija Šuštarja. Poročena je bila z Bogdanom Kavčičem.

## Življenjepis
Kavčičeva je leta 1962 diplomirala na ljubljanski EF, ter 1983 doktorirala na mariborski EPF (takrat VEKŠ). Od 1962 je delala v upravnih organih in gozdnogospodarskih organizacijah. Leta 1979 je postala predavateljica na gozdarskem oddelku BF v Ljubljani, od 1990 dalje kot redna profesorica. 

## Delo
Kavčičeva raziskuje predvsem ekonomsko problematiko gozdarskih podjetij. Objavila je več samostojnih knjig (Dohodek iz izjemnih ugodnosti, 1974; Informacije za ugotovitev dela dohodka, ki izhaja iz različnih naravnih proizvodnih pogojev gospodarjenja v gozdarstvu, 1977), knjige v soavtorstvu in preko 40 znanstvenih in strokovnih člankov ter okoli 50 ekspertiz in elaboratov.